# ペア・シリアン・シェルブレット
ペア・シリアン・シェルブレット（Per Ciljan Skjelbred, 1987年6月16日 - ）は、ノルウェー・トロンハイム出身のサッカー選手。元ノルウェー代表。ポジションはミッドフィルダー。

## 経歴

### クラブ
トロンハイムに生まれたシェルブレットは、地元のTrygg/Ladeでキャリアを始めた。印象的なプレイを披露しているところにノルウェーのテレビ局TV3のサッカーの才能を競う番組Proffdrømmenに呼ばれると優勝し、特典としてリヴァプールFCの練習に参加した。その際に才能が認められ下部組織への入団を提案されたが、その申し出を辞退し、母国のローゼンボリBKと契約を締結した。
2004年にエリテセリエンのFKボデ/グリムト戦でクラブ史上2番目の最年少出場となる16歳と358日でデビューを飾る。UEFAチャンピオンズリーグ 2005-06でオリンピアコスFCとの第1戦で得点を挙げる活躍を見せたが、11月23日に
ラーケンダル・スタディオンでの第2戦で相手のイエロクリス・ストルティディス（en）のタックルで足を骨折、ストルティディスはボールを奪取しようとしただけで怪我をさせる意図はなかったと釈明した。2006年3月10日のオーレスンFK戦（5-1勝利）で前半に出場し、ようやく試合に復帰した。
その後、大怪我を感じさず主力選手としてプレイし、UEFAチャンピオンズリーグ 2007-08のバレンシアCF相手にホーム・アウェイ両試合で勝利する大金星に一役買うなど活躍し、2007年10月にはイタリアのゲランスポルティーヴォ誌に世界最大の才能50の1人に選出された。国外のクラブから関心を寄せられ、2008年にはニューカッスル・ユナイテッドFCが獲得目前にまで迫るも最終的に実現することはなかった。
2011年7月7日にドイツ1部のハンブルガーSVと2012年1月1日からの3年半契約を締結。268分出場しても馴染めずにいる中で11月にドイツのキッカーから"過ち"の烙印を押され、以降も同様の状態が続く、2012年11月にはドイツのビルトから2013年1月の移籍市場開始時にクラブから放出される5人の内の1人との予測がなされた。しかし、放出されることなく残留となっている。

### 代表
2005年9月の18歳の時にU-21代表招集を受ける。2007年3月28日にUEFA EURO 2008予選のトルコ戦で57分にクリストファー・ヘスタッドに代わりA代表初出場を飾った。2010年を最後に暫く代表から遠ざかっていたが、2013年6月7日にアルバニアとの親善試合で復帰し、4日後の11日にマケドニアとの親善試合で代表初得点を挙げた。

### 私生活
2012年10月に結婚、2人には以前から2人の子供がいる。

## タイトル
クラブ
ローゼンボリBK
- エリテセリエン : 2006, 2009, 2010
- Superfinalen : 2010
- UEFAインタートトカップ : 2008（英語版）